# Club Esportiu Carroi
Club Esportiu Carroi es un club de fútbol profesional andorrano con sede en la capital Andorra la Vieja. Fue fundado en 2014 y juega actualmente en la Primera División de Andorra.

## Historia

### Inicios
Fundado en 2014 como una academia de fútbol, el C. E. Carroi se ha convertido en un club de éxito a nivel nacional en la categoría juvenil que también ha participado en competiciones juveniles de renombre internacional a nivel europeo, como la Mediterranean International Cup.
Aunque el club sea conocido por su academia de fútbol y su escuela, en julio de 2015, el equipo creó un equipo mayor para competir en los niveles más altos del país y ser admitido en la Segunda División.
El equipo terminó en segunda posición al final de la temporada 2015-16 de Segunda División, lo que le permitió competir en un play-off de doble partido contra el séptimo clasificado de primera división, el F. C. Encamp. El partido de ida de la eliminatoria, disputado el 15 de mayo, finalizó con un empate 0-0. Sin embargo, Encamp presentó un recurso al Comité de Competición alegando que su rival había alineado indebidamente a los futbolistas José María Ramírez y César Daniel González. Dicha documentación fue respondida el 20 de mayo con la suspensión definitiva de la serie de promoción, otorgándole la victoria definitiva de la misma a Encamp y modificando el resultado original del primer encuentro por un 0-3. El partido de vuelta se programó para el 22 de mayo en el campo de fútbol municipal de Encamp, pero fue suspendido y nunca se jugó.
En la temporada 2016-2017 no participó en la segunda división andorrana.
En el curso 2017-2018 acabó como tercer clasificado en Segunda División de Andorra y, por tanto, no pudo disputar el play-off de ascenso a primera división de Andorra.

### Ascenso a primera división
En la campaña 2018-19 se consiguió un hecho histórico para el cuadro morado: quedó segundo en Segunda División y, por lo tanto, disputó el play-off de ascenso a Primera contra el Lusitans, séptimo clasificado en primera división. La ida se disputó en el campo del equipo de Segunda División, que ganó el partido por 1-0 con un gol de Alejandro Muñoz en el minuto 69. En el partido de vuelta, disputado como visitantes, al finalizar los 90 minutos el resultado era 1-0 a favor del Lusitans. En la prórroga se mantuvo el resultado y, en la tanda de penaltis, el CE Carroi se alzó con el triunfo por 2 a 4 al Lusitanos, consiguiendo así el primer ascenso de su joven historia a la Primera División de Andorra.
En la temporada 2019-20, en su debut en la Primera División de Andorra, el conjunto morado consiguió la permanencia en la máxima categoría del fútbol andorrano y llegó además a cuartos de final de la Copa Constitució. La temporada siguiente, consiguieron mantener la categoría en la élite del fútbol andorrano tras el play-off de permanencia. Sin embargo, en la temporada 2021-22, terminó en octava posición y descendió a Segunda División. Volvió a la Primera División ya en la temporada siguiente tras ganar al Engordany por un global de 4-0, pero en la temporada 2023-24 tuvo otra campaña mediocre y volvió a descender.

## Entrenadores
- Aldo Papadopulos (2023-presente)[2]

## Palmarés

### Torneos nacionales
- Segunda División de Andorra (1): 2024-25

## Temporadas
| Temporada |                 | Pos. | PJ. | G  | E | P  | GF | GC | DG  | Pts | Copa             |
| --------- | --------------- | ---- | --- | -- | - | -- | -- | -- | --- | --- | ---------------- |
| 2015-16   | Segona Divisió  | 2    | 23  | 19 | 1 | 3  | 73 | 23 | +50 | 58  | No participó     |
| 2017-18   | Segona Divisió  | 3    | 22  | 13 | 3 | 6  | 72 | 35 | +37 | 42  | Primera ronda    |
| 2018-19   | Segona Divisió  | 2    | 23  | 17 | 2 | 4  | 75 | 29 | +46 | 53  | Primera ronda    |
| 2019-20   | Primera Divisió | 7    | 24  | 3  | 3 | 18 | 14 | 42 | -28 | 12  | Cuartos de final |
| 2020-21   | Primera Divisió | 7    | 20  | 5  | 4 | 11 | 20 | 34 | -14 | 19  | Cuartos de final |
| 2021-22   | Primera Divisió | 8    | 27  | 3  | 2 | 22 | 22 | 73 | -51 | 11  | Cuartos de final |
| 2022-23   | Segona Divisió  | 4    | 24  | 15 | 3 | 6  | 65 | 34 | +31 | 48  | Primera ronda    |
| 2023-24   | Primera Divisió | 9    | 27  | 3  | 4 | 20 | 19 | 77 | -58 | 13  | Primera ronda    |
| 2024-25   | Segona Divisió  | 1    | 16  | 11 | 2 | 3  | 40 | 14 | +26 | 35  | Primera ronda    |

## CE Carroi II
Durante la campaña 2019/2020 el CE Carroi contó con un equipo filial, el cual compitió en la Segunda División de Andorra durante esa única temporada.
| Temporada | Competición                 | Pos. | PJ. | G | E | P  | GF | GC | DG  | Pts | Copa         |
| --------- | --------------------------- | ---- | --- | - | - | -- | -- | -- | --- | --- | ------------ |
| 2019-20   | Segunda División de Andorra | 8    | 15  | 3 | 1 | 11 | 25 | 52 | -27 | 7   | No participó |

1. ↑  Se le descontaron 3 puntos.